# Липовица (Звечан)
Липовица (алб. Lipovicë) је насеље у општини Звечан, Косово и Метохија, Република Србија. Након 1999. село је познато и као Блиништ (алб. Blinisht).

## Историја
Село Липовица у жупи Звечану унета је у турски пописни списак села 1455. године. Сада у селу има Два стара хришћанска гробља, једно је источно од поточних саставница а друго је на месту Њивици.

## Порекло становништва по родовима
По предању данашње село основао је Гига, предак Дробњака, који је дошао из Ловца у почетку друге половине 19. века. Од њега су:
- Вукићевићи (4 куће).
- Радивојевић (2 кућe, слава Ђурђевдан).
- Радовановићи (8 кућа, слава Ђурђевдан). Куће Радовановића спаљене су 1941, па су нове подигнуте 1942. године.

## Демографија
Према проценама из 2009. године које су коришћене за попис на Косову 2011. године, ово насеље је ненасељено.
| Година       | 1948 | 1953 | 1961 | 1971 | 1981 | 1991 | 2011 |
| ------------ | ---- | ---- | ---- | ---- | ---- | ---- | ---- |
| Становништво | 77   | 87   | 86   | 76   | 31   | 14   | 0    |

|  |